# سفيد شهر
سفيد شهر (بالفارسية: سفیدشهر) هي منطقة سكنية تقع في إيران في البلدة المركزية. يقدر عدد سكانها بـ 5,151 نسمة .